# Hyazinth von Caesarea
Hyazinth von Caesarea (auch Hyacinthus von Kappadokien, * 96 in Caesarea (heute Kayseri), Kappadokien; † 108 in Rom) ist ein Märtyrer und Heiliger der römisch-katholischen und orthodoxen Kirche. Sein Festtag ist der 3. Juli.

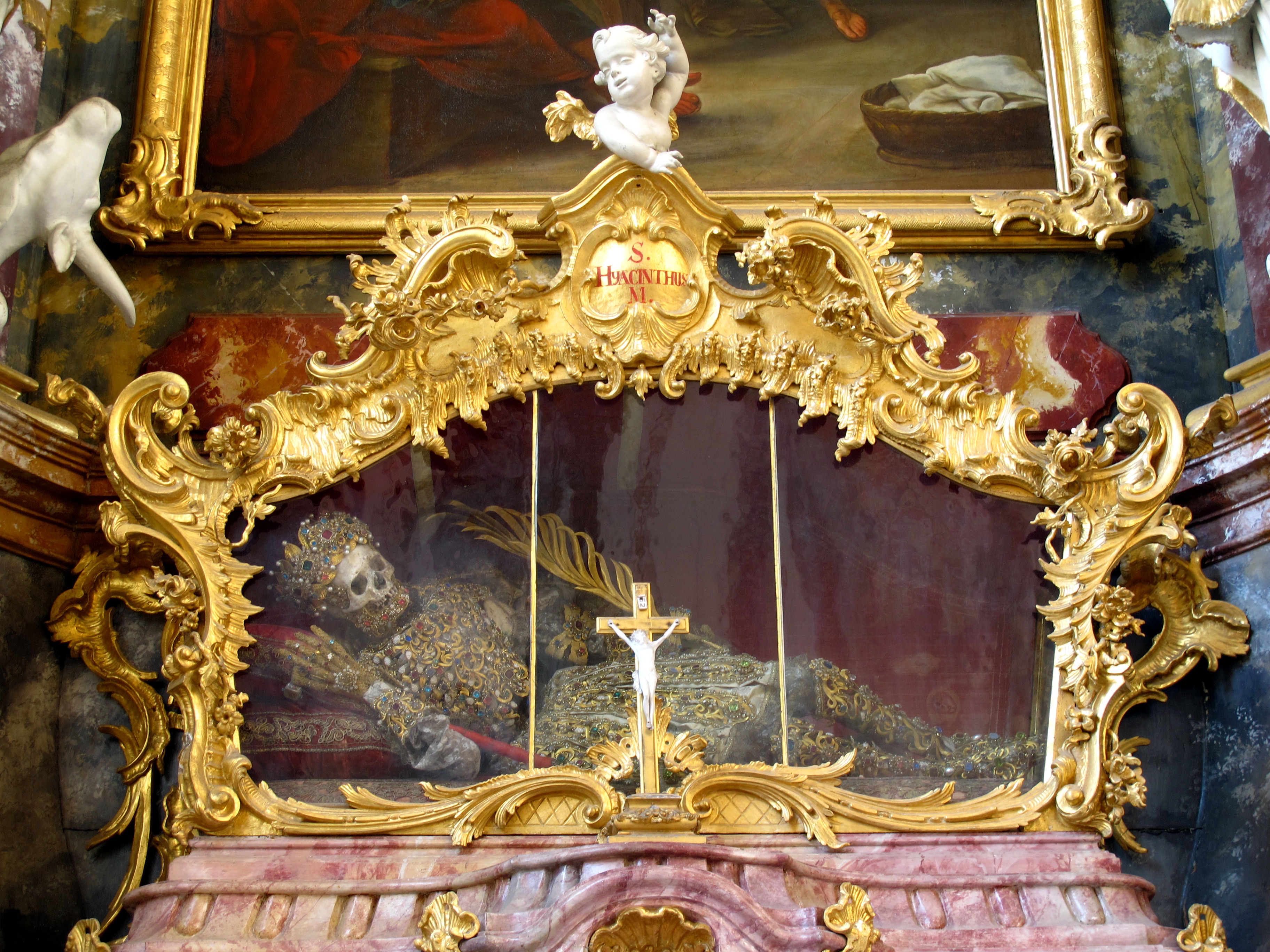
Ganzkörperreliquie des Heiligen Hyazinth in der ehemaligen Zisterzienser-Klosterkirche St. Mariä Himmelfahrt im Kloster Fürstenfeld in Fürstenfeldbruck

Hyazinth stammte aus einer christlichen Familie aus Caesarea in Kappadokien im Römischen Reich. Als Junge wurde er zum Assistenten des Kammerherrn von Kaiser Trajan erwählt. Er weigerte sich jedoch, an Opferzeremonien für römische Götter teilzunehmen, was anderen Mitgliedern des kaiserlichen Haushalts auffiel.
Als Hyazinth wegen seines christlichen Glaubens angeprangert wurde, hielt er an diesem fest. Hieraufhin wurde er gefangen genommen, ausgepeitscht und gefoltert. Es wurde ihm nur Fleisch zu essen gegeben, das als Opfer für die römischen Götter gesegnet worden war; der Verzehr von solchem Fleisch war sowohl im Juden- als auch im Christentum verboten. Im Jahr 108 verstarb Hyazinth im Alter von zwölf Jahren an den Folgen der Unterernährung. Laut einer Legende sahen die Gefängniswärter vor seinem Tod, wie Hyazinth von Engeln getröstet wurde, indem sie ihn in helle Gewänder kleideten und ihm eine Krone aufsetzten.
Sein Leichnam wurde später identifiziert und wird heute in der ehemaligen Zisterzienser-Klosterkirche St. Mariä Himmelfahrt in Fürstenfeldbruck verehrt.